# Cocalzinho de Goiás
Cocalzinho de Goiás is een gemeente in de Braziliaanse deelstaat Goiás. De gemeente telt 15.296 inwoners (schatting 2009).

## Verkeer en vervoer
De plaats ligt aan de radiale snelweg BR-070 tussen Brasilia en Cáceres. Daarnaast ligt ze aan de weg BR-414.

## Aangrenzende gemeenten
De gemeente grenst aan Águas Lindas de Goiás, Corumbá de Goiás, Padre Bernardo, Pirenópolis, Santo Antônio do Descoberto en Vila Propício.